# 羅斯128
羅斯128是一顆紅矮星，是恆星中第11靠近太陽系的恆星系，距離是10.89光年。它在1926年首度被法蘭克·埃爾莫爾·羅斯記錄在星表中。
這是一顆老的銀盤面星，這意味著它是低金屬量星，並且軌道接近銀河的平面。由於它在數分鐘內的週期內光度就會不可預知的顯著增加，因此被分類為一顆活動中的閃焰星。因為閃焰活動的頻率不高，它被認為是一顆被磁化的恆星，也就是有一些證據顯示恆星的星風有一些磁制動使閃焰的頻率降低，但不能確認是否淨效應。
在研究這顆恆星的多個場合的案例中顯示，這顆恆星有一顆伴星是低質量的棕矮星，在距離主星至少1天文單位的軌道上環繞者，但是迄今尚未發現任何伴星。這顆恆星也缺乏額外的紅外線輻射，而過量的紅外線輻射通常是有塵埃環在軌道中環繞恆星的指標。
羅斯128環繞銀河的軌道與銀河核心的距離從8.22至10.49千秒差距變化，軌道離心率是0.122。這個軌道會使這顆恆星在未來會更接近太陽系，大約在71,000年之後，它與太陽系的距離大約是1.911 ± 0.026秒差距.。

## 行星系統
| 成員 (依恆星距離) | 质量              | 半長軸 (AU)   | 轨道周期 (天) | 離心率      | 傾角 | 半径             |
| ----------------- | ----------------- | ------------- | ------------- | ----------- | ---- | ---------------- |
| b                 | 1.8+0.56 −0.43 M⊕ | 0.0493±0.0017 | 9.8596±0.0056 | 0.036±0.092 | —    | 1.6+1.1 −0.65 R⊕ |

## 外部連結
- SolStation.com: Ross 128 （页面存档备份，存于）